# Harald Burmeister
Harald Burmeister (* 1966 in Eckernförde) ist ein deutscher Schauspieler und Musiker.

## Leben
Harald Burmeister wuchs in seiner Geburtsstadt auf. Nach Abitur und Zivildienst studierte er zunächst Violoncello, bis er 1986 bei einem von Gerald Uhlig ausgerichteten Nachwuchswettbewerb für junge Schauspieler den 1. Preis gewann und die Hauptrolle als bayerischer König Ludwig II. in dem Stück Das Herzblut des Chamäleons erhielt. Burmeister nahm privaten Schauspielunterricht bei Peter Danzeisen und Gerda Katharina Kramer, die seinerzeit am Hamburger Thalia Theater engagiert waren, und spielt bis heute an einer Vielzahl Hamburger Bühnen. Neben dem Thalia Theater und dessen damaliger weiterer Spielstätte, dem TiK – Theater in der Kunsthalle, waren dies unter anderem Kampnagel, die Hamburgische Staatsoper, das St. Pauli Theater, die Zeisehallen, das Scharlatan Theater und das Monsun-Theater.
Seit Beginn der 1990er-Jahre steht Burmeister auch regelmäßig vor der Kamera, meist als Nebendarsteller oder in Gastrollen diverser Serien. Auch mit Lesungen hat er sich einen Namen gemacht, sowohl als Rezitator als auch als musikalischer Begleiter auf dem erlernten Instrument. Nach zweijährigem Unterricht beim Gehörlosenverband Hamburg beherrscht Burmeister darüber hinaus die Gebärdensprache.
Harald Burmeister lebt in Hamburg.

## Filmografie (Auswahl)
- 1992: Der Augenzeuge
- 1998: Bei uns daheim (2 Folgen)
- 1999: Zwei Männer am Herd – Der erste Streit
- 1999: Evelyn Hamanns Geschichten aus dem Leben (2 Folgen)
- 1999: Stubbe – Von Fall zu Fall: Kein Tod ist wie der andere
- 2002: Großstadtrevier – Mäuse und Menschen
- 2003: Adam & Eva
- 2003: Rosenstraße
- 2003: Der Fürst und das Mädchen
- 2003: Adelheid und ihre Mörder – Millionenpuzzle
- 2004: Tatort – Todes-Bande
- 2005: Jetzt erst recht! – Wochenend’ und Sonnenschein
- 2005: Willkommen im Club
- 2005: Die Rettungsflieger – Hoch hinaus
- 2006: Abschnitt 40 – Zwangsmaßnahme
- 2007: Doktor Martin – Gestrandet
- 2007: Elvis und der Kommissar – Heiße Ware/Tod auf Warteliste
- 2009: Der Landarzt – Wen man einmal liebt
- 2009: Da kommt Kalle – Blitzalarm
- 2009: Notruf Hafenkante – Melanies Alptraum/Doppelleben
- 2009: Unsere Farm in Irland
- 2011: In aller Freundschaft – Trügerischer Friede
- 2011: Der Duft von Holunder
- 2012: Unter anderen Umständen: Spiel mit dem Feuer
- 2012: Tatort – Borowski und der brennende Mann
- 2013: SOKO – Der Prozess
- 2015: Unter Gaunern – Das kleine Biest
- 2015: Die Pfefferkörner – Nachts im Museum
- 2016: Nord Nord Mord – Clüver und der tote Koch
- 2016: Der Tatortreiniger – Freunde
- 2017: Magic Mystery oder: Die Rückkehr des Karl Schmidt
- 2017: Zarah – Wilde Jahre – Titel und Titten
- 2017: Bad Cop – kriminell gut – Klassentreffen
- 2018: Gladbeck
- 2018: Die Spezialisten – Im Namen der Opfer – Die Lüge
- 2018: Morden im Norden – Über den Tod hinaus
- 2018: Stralsund – Waffenbrüder
- 2018: Der Tatortreiniger – Einunddreißig
- 2018: Fischer sucht Frau
- 2019: Ella Schön – Die nackte Wahrheit
- 2020: Wilsberg – Wellenbrecher
- 2020: Hello Again – Ein Tag für immer
- 2020: Die Küstenpiloten (Fernsehserie)
- 2020: Das Geheimnis des Totenwaldes (Fernsehfilm)
- 2022: Nord bei Nordwest – Wilde Hunde (Fernsehreihe)
- 2023: Mein Falke
- 2025: Morden auf Öd – Ein Insel-Krimi (Fernsehserie, 1 Folge)